# Cymbidium chloranthum
Cymbidium chloranthum позната још као зелени cymbidium, је врста орхидеја из рода Cymbidium и породице Orchidaceae. Природно станиште је западна Малезија па до Филипина (Palawan). Има наведених подврсте у Catalogue of Life.
подврсте
- C. c. chloranthum
- C. c. palawanense